# Караколь (Уїльський район)
Карако́ль (каз. Қаракөл) — село у складі Уїльського району Актюбінської області Казахстану. Входить до складу Сарибійського сільського округу.
Населення — 110 осіб (2021; 187 у 2009, 219 у 1999, 290 у 1989).